# Port lotniczy Alphonse
Port lotniczy Alphonse (ICAO: FSAL) – port lotniczy na wyspie Alphonse (Seszele). Obsługuje czarterowe połączenia lotnicze z Mahé dla gości ośrodka wypoczynkowego Alphonse Island Resort, położonego na wyspie.

## Linie lotnicze i połączenia
| Linia Lotnicza | Kierunek          |
| -------------- | ----------------- |
| Air Seychelles | Czartery: 1. Mahé |